# Eroles (Hortoneda)
Eroles és un indret del terme municipal de Conca de Dalt, a l'antic terme d'Hortoneda de la Conca, al Pallars Jussà, situat al límit amb l'antic enclavament dels Masos de Baiarri, que pertanyia al terme de Claverol.
Es tracta d'un lloc on devia haver-hi petites eres per a batre els cereals collits a la zona, activitat que li donà el nom. Està situat al nord-est d'Hortoneda, a la dreta del barranc de Llabro i sota, sud-oest, de les Roques d'Eroles, i a ponent del Cap de l'Alt de Baiarri i de la Roca de Cavalls.